# Amphicnemis braulitae
Amphicnemis braulitae là một loài chuồn chuồn kim trong họ Coenagrionidae.
Amphicnemis braulitae được miêu tả khoa học năm 2005 bởi Villanueva.